# Zwaakse Weel

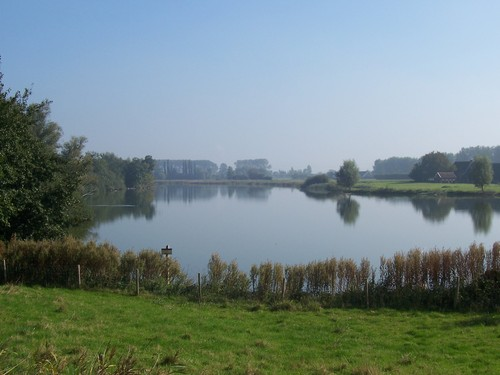
Zwaakse Weel

De Zwaakse Weel is het restant van een oude kreek die gelegen was tussen de Honte (tegenwoordig Westerschelde) en het Veerse Diep in Nederland. Tegenwoordig ligt hij in de buurt van het dorp Kwadendamme.
De Zwake was tot aan de 15e eeuw de verbinding tussen Middelburg en Antwerpen. Deze uitloper van de Schelde scheidde het eiland Zuid-Beveland van het eiland Borssele. Toen in de 15e eeuw het belang van de Honte (de tegenwoordige Westerschelde) toenam, is deze rivier afgedamd ter hoogte van 's-Gravenpolder. Daarna is het gebied geleidelijk ingepolderd.
De Zwaakse Weel is een van de grootste natuurgebieden in de Zak van Zuid-Beveland. Het gebied, waarin ca. 100 ha in bezit is van Natuurmonumenten, heeft een rijke flora en het gebied is zeer belangrijk voor vele soorten watervogels.